# Giovanni di Tynemouth
Giovanni di Tynemouth, noto anche con lo pseudonimo di John of York (fl. XIV secolo), è stato uno storico inglese.

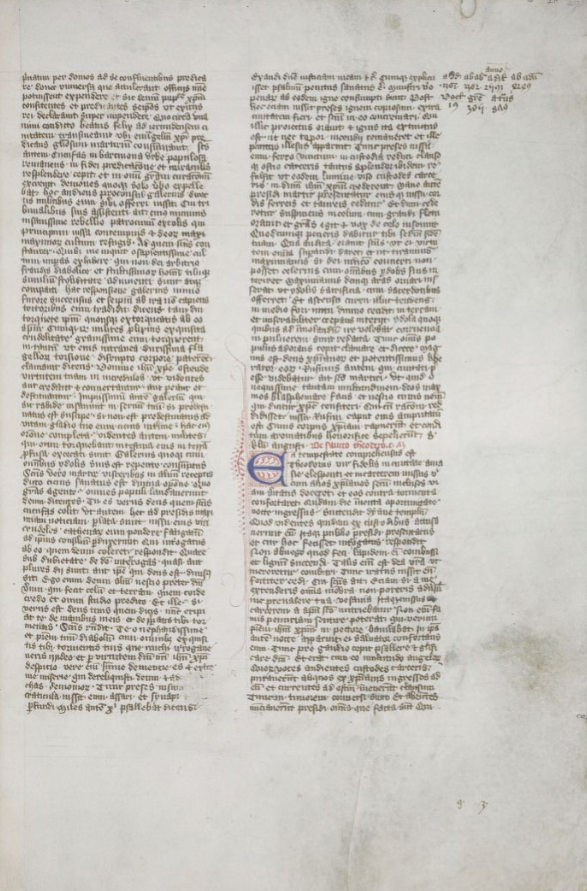
Historia Aurea (pag. 64)

Fu attivo attorno alla metà del Trecento. È noto per essere l’autore della Historia aurea e del Sanctilogium Angliae Walliae Scotiae et Hiberniae, due opere di grande importanza per la storiografia e l’agiografia medievale inglese.

## Biografia
Poco si conosce con certezza sulla vita di John of Tynemouth. Secondo fonti medievali, egli fu probabilmente vicario della parrocchia di Tynemouth, nel Northumberland. Alcuni studiosi suggeriscono che possa essere identificato con John Whetely, noto per aver ricoperto l'incarico di vicario a Tynemouth durante gli anni 1350-1360. L’identificazione con John of York deriva forse da una confusione toponomastica con il villaggio di Wheatley, presente sia nello Yorkshire sia nell’Hampshire (nei pressi di Winchester), regioni entrambe a lui familiari secondo le sue opere.
Alcune ipotesi indicano John come possibile monaco dell’abbazia di St Albans, data l'associazione precoce delle sue opere con quel monastero. In effetti, il vicario di Tynemouth era nominato dal priore del priorato benedettino locale, che era una dipendenza di St Albans Abbey. Tuttavia, la più antica copia superstite della sua Historia aurea legata a St Albans risale al XV secolo, il che rende incerta tale affiliazione monastica.

## Opere

### Historia aurea
La principale opera storica attribuita a John è la Historia aurea, una cronaca universale che narra la storia del mondo dalla Creazione fino all’anno 1347. Composta attorno al 1350, l’opera utilizza come fonte principale una versione abbreviata della Polychronicon di Ranulf Higden. La Historia aurea è conservata integralmente in manoscritti provenienti da Durham Cathedral, l’Abbazia di Bury St Edmunds, e St Albans Abbey, sebbene quest'ultima versione sia posteriore di almeno un secolo alla data di composizione.
Dell'opera esistono anche versioni abbreviate, che circolarono ampiamente durante il tardo Medioevo.

### Sanctilogium Angliae Walliae Scotiae et Hiberniae
Oltre alla cronaca storica, John è noto per l’agiografia. Il suo Sanctilogium Angliae Walliae Scotiae et Hiberniae è una raccolta di vite di 156 santi originari delle isole britanniche. L’opera è conservata in un solo manoscritto, oggi parte della Cotton Library presso la British Library (MS Tiberius E.i). Nonostante la sua diffusione limitata, il Sanctilogium fu fonte primaria per molti agiografi successivi.

### Martyrologium
A John viene attribuito anche un Martyrologium, oggi conosciuto solo attraverso estratti contenuti in alcuni manoscritti della Historia aurea.
Il suo Sanctilogium fu successivamente riorganizzato in ordine alfabetico dallo storico e teologo John Capgrave, che ne pubblicò una versione rivisitata con il titolo di Nova Legenda Angliae. Tale opera divenne una delle principali raccolte agiografiche dell’Inghilterra medievale.